# Бузау
Бузау или Бузеу (рум. Buzău) град је у румунској историјској покрајини Влашка и средиште истоименог округа Бузау. Град се налази у источној половини средишње Румуније, на вези Букурешта са румунским делом Молдавије.

## Географија
Град Бузау се налзи у подножју крајње источних планина Карпата, на месту њиховог преласка у Влашку низију. Град се образовао око речице Бузау. Надмоска висија града креће се од 88 до 101 m са средњом вредношћу од 95 m.
Клима града је континентална са просечно 500 m падавина годишње. Лета у граду могу бити веома топла и сува.

## Становништво
| 2011.   |
| ------- |
| 115.494 |

Током последњим 200 година Бузау је нарастао од места са 2500 становника до данашњем града са око 135 хиљада становника. Једини значајан пад броја становника био је током доба 90их година прошлог века у време велике кризе у Румунији, када је град изгубо око 15 хиљада становника. Бузау је одувек био насељен највише Румунима, а Румуни су и данас претежно становништво (96%). Некадашња јеврејска мањина је нестала током 20. века, а данас једина присутна мањина су Роми (4%).

## Историја
Подручје Бузауа први пут се у списима помиње у староримско доба (око 400. године н. е.). Тада се оно спомиње у вези са покрштавањем месног становништва. Из тог времена потичу и данас откривени гробови.
Током средњег века Бузау добија изванредни значај и представља трговачко и културно средиште. Постоје писани подаци да је град већ у 12. веку био утврђен зидинама са 4 градске капије. Име Бузау као трговачког града први пут се спомиње 1431. године. Године 1500, влашки двор образује епископију у граду, која је била надлежна за источни део Влашке. У то време Бузау је четврти град по величини у земљи. Град је истовремено прерастао у веома важно трговачко средиште са „базаром“. Током раздобља 16. и 17. века у граду се насељавају и Срби и Бугари, пребеглице са отоманског подручја.
На прелазу у савремено доба (18. век) неколико ратова вођених између Турака и хришћанских сила северно од Влашке на овом подручју довело је до потпуног уништења града. Додатни ударац биле су и епидемије које су пратиле ратна страдања. Последње страдање град било је 1821. године због Грчког устанка, после чега се приступило образовању савремног града на свим његовим пољима. У првој пловини 19. века град се брзо развија, отварају се школе, уводи се улично осветљење, трасирају улице у што правилније. И привремено трогодишње заузеће града (1853—56) од стране руске војске током Кримског рата. До Првог светског рата Бузау добија градску болницу, позориште, градску кућу, железничку станицу.
После Првог светског рата град се постепено развија у индустријско средиште са савременим улицам и трговима. 1944. године војска СССРа је ушла у град, што је означило почетак комунистичке владавине у Румунији. Град доживљава буран развој у следећим деценијама, повезан са масовном изградњом и индустријализацијом, али је то било праћено рушењем бројних вредних старих четврти и зграда. Град се и дан-данас опоравља од овако крупних и често непотребних мера и постепено развија у новим условима.

## Саобраћај
Бузау је важно саобраћајно раскршће на путу између Букурешта и североистока Румуније. Железница је стигла у град 1872. године, а каснија градња пруга учинила је град једним од важних железничких чворишта у земљи. Град има развијен јавни градски превоз.

## Образовање
Бузау је развијено школско средиште са бројним основним и средњим школама, као и пар високошколских установа, најчешће испостава букурешких универзитета.

## Партнерски градови
- Oudenaarde
- Ајос Димитриос
- Баођи

## Галерија
- Градска библиотека
- Стара градска улица
- Градски катедрални храм Румунске православне цркве
- Палата правде
- Аутобус "ДАК" (2005. године)
- Префабрикованих бетонских фабрика, 1972. године